# TIMSS

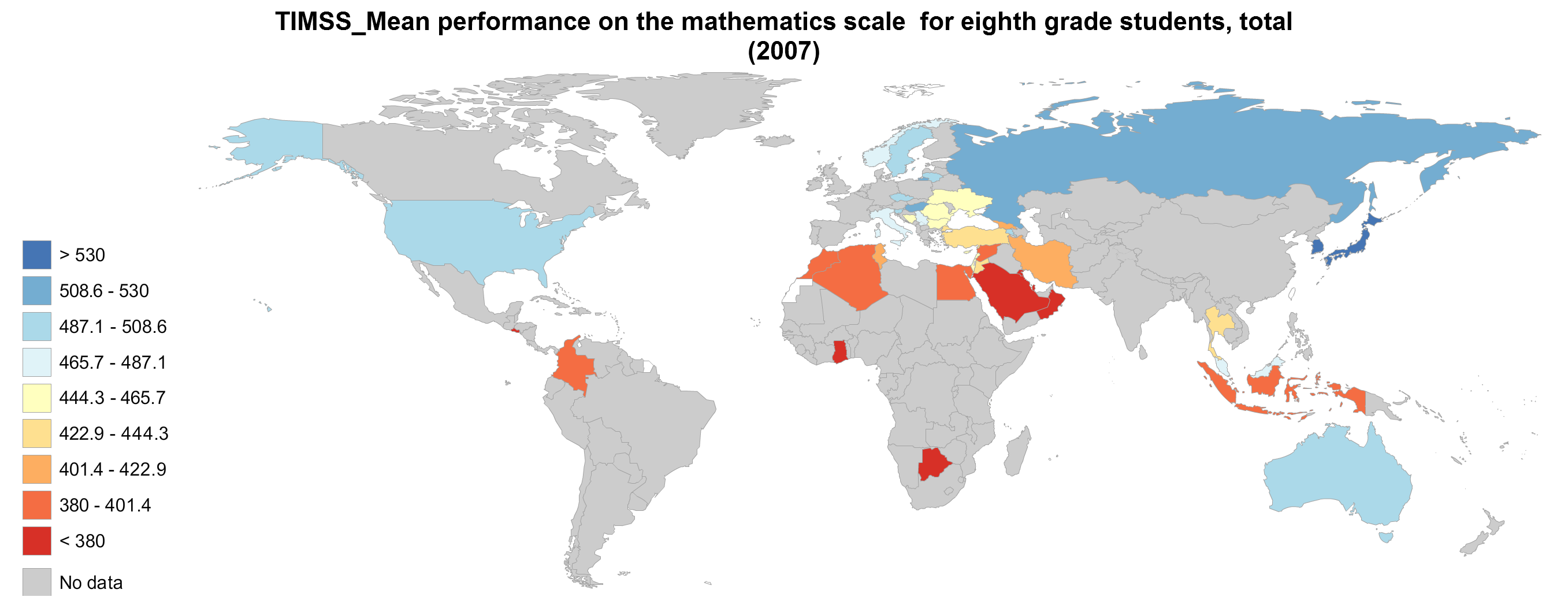
Puntajes promedio de 8.º grado de Matemáticas TIMSS 2007.

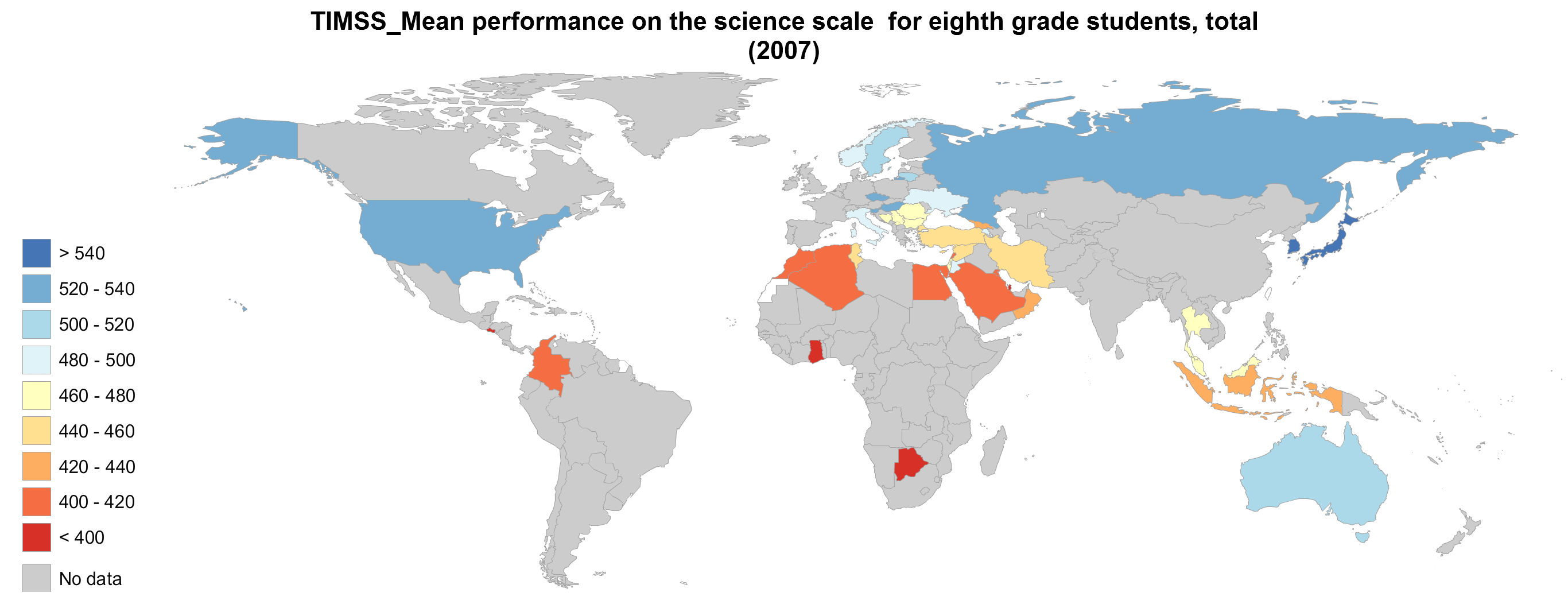
Puntajes promedio de 8.º grado de Ciencias TIMSS 2007.

El Estudio Internacional de Tendencias en Matemáticas y Ciencias (del inglés Trends in International Mathematics and Science Study, TIMSS) es una evaluación internacional de conocimientos de matemáticas y ciencias de los estudiantes inscritos en los grados cuarto y octavo de todo el mundo.
TIMSS fue desarrollado por la Asociación Internacional para la Evaluación del Rendimiento Educativo (IEA), para permitir que las naciones participantes compararan el logro educativo de los estudiantes a través de las fronteras.
La IEA también lleva a cabo el estudio de Progreso en el Estudio Internacional de Competencia en Lectura (del inglés Progress in International Reading Literacy Study, PIRLS). TIMSS se aplicó por primera vez en 1995.
A partir de entonces se realiza cada cuatro años. En la prueba correspondiente al año 2007 participaron 425.000 estudiantes, de 59 naciones. Las pruebas TIMSS 2011 se publicaron en http://nces.ed.gov/timss/results11.asp. Otro estudio similar es el Programa para la Evaluación Internacional de los Alumnos (PISA).

## Método
TIMSS consiste en una evaluación de matemáticas y de ciencias, así como en cuestionarios relativos a estudiantes, maestros y escuelas. La evaluación actual incluye los temas de matemáticas y ciencias a los cuales los estudiantes hayan estado expuestos hasta los grados 4o. y 8o. Se han utilizado dos diferentes sistemas de puntuación.
1. El resultado final se ajusta de modo que, en cada prueba, siempre los valores de la media sean 500, y los de la desviación estándar, 100. Para cada año se recalcula el resultado de tal manera que estos valores no cambian.
2. Para los años siguientes se mantienen la media de 1995 y la desviación estándar, lo cual puede causar que los años posteriores tengan diferentes promedios y las desviaciones estándar de 500 y 100. Esto en parte debido a los cambios en las naciones participantes. Este sistema permite comparaciones más sencillas entre los años de prueba.[3]

### 1995
La evaluación realizada en 1995 incluía los grados 4, 8, y el último año de la escuela secundaria. Para poder evaluar los conocimientos de los estudiantes, los temas de evaluación presentaban una serie de dificultades y complejidad. Entre muchos otros temas, los cuestionarios estudiantiles están diseñados para recoger información referente a los antecedentes de los alumnos, actitudes y creencias relacionadas con la instrucción y el aprendizaje, e información acerca de sus experiencias en el aula. Los cuestionarios escolares y para profesores eran relativos a horarios de clases, cobertura de contenido de las matemáticas y de ciencias, políticas escolares, preparación y antecedentes didácticos de maestros, entre muchos otros tópicos.
TIMSS fue creado mediante una amplia colaboración de los países participantes. Expertos en currículos, medición y educación, de todo el mundo, colaboraron para crear los marcos de evaluación, listas de artículos y cuestionarios. Este sistema evaluatorio se basa en los planes de estudio de las escuelas de todo el mundo. Se ha organizado para investigar cómo a los estudiantes se les proporcionan oportunidades de instrucción, y los factores que influyen en la manera que los estudiantes hacen uso de estas oportunidades. De los planes de estudio aludidos, el TIMSS se propone investigar tres niveles:
1. Previsto. Este plan se define como las matemáticas y las ciencias que la sociedad pretende que los estudiantes aprendan y cómo los sistemas educativos están organizados para responder a esta demanda.
2. Implementado. Es lo que realmente se enseña en las aulas: qué y cómo se instruye.
3. Alcanzado. Consiste en lo que han aprendido los estudiantes.

Mediante los distintos cuestionarios se procura información acerca del plan de estudios destinado y aplicado. Por medio de la evaluación se aspira a determinar lo que saben los estudiantes.
El aprovechamiento en los EE. UU. en relación con los otros países disminuyó con el aumento de edad: los del grado 12 se desempeñaron peor que los de 8.º grado, los cuales a su vez rindieron peor que los de 4.º grado.

### Estados Unidos 2007
En los Estados Unidos, el Centro Nacional de Estadísticas Educativas del Departamento de Educación lleva a cabo el TIMMS. Los datos de los estudiantes estadounidenses se pueden rastrear también por grupos étnicos y raciales, así como nacionales. 
En su conjunto, los estudiantes de 4.º grado en los Estados Unidos lo hicieron peor que las mejores naciones asiáticas y europeas. Sin embargo, desglosados por raza, los estadounidenses de origen asiático obtuvieron resultados comparables a los logrados por los de países asiáticos. A su vez, los estadounidenses de origen europeo obtuvieron notas similares a los alcanzados por los alumnos de las mejores naciones europeas (aunque estas agregan su propio resultado independientemente de la raza o el origen). Los estadounidenses de origen hispano promediaron 505, comparable a los obtenidos por estudiantes de Austria y de Suecia, y los afroamericanos, con 482, fueron equiparables con los de Noruega.
Los estudiantes de 8.º grado en los Estados Unidos también estaban rezagados con respecto a los alumnos de las mejores naciones asiáticas y europeas. Desglosado por raza, en matemáticas, los asiáticos estadounidenses (sin distinción entre los asiáticos orientales y otros asiáticos) obtuvieron resultados comparables con los del Sudeste Asiático, con 549. Las notas de los estadounidenses blancos fueron similares a las logradas por los alumnos de los mejores países de Europa, con 533, los hispanoamericanos promediaron 475, equiparables a los estudiantes de Malasia y de Noruega, y los afroamericanos, con 457, eran comparables a los alumnos de Bosnia y Herzegovina, así como de Líbano.

## Primeros 10 países por tema y por año

### Matemáticas (8.º grado)
| 1.  | Singapur        | 643 |
| 2.  | Corea del Sur   | 607 |
| 3.  | Japón           | 605 |
| 4.  | Hong Kong       | 588 |
| 5.  | Bélgica         | 565 |
| 6.  | República Checa | 564 |
| 7.  | Eslovaquia      | 547 |
| 8.  | Suiza           | 545 |
| 9.  | Países Bajos    | 541 |
| 10. | Eslovenia       | 541 |

| 1.  | Singapur      | 604 |
| 2.  | Corea del Sur | 587 |
| 3.  | Taiwán        | 585 |
| 4.  | Hong Kong     | 582 |
| 5.  | Japón         | 579 |
| 6.  | Bélgica       | 558 |
| 7.  | Países Bajos  | 540 |
| 8.  | Eslovaquia    | 534 |
| 9.  | Hungría       | 532 |
| 10. | Canadá        | 531 |

| 1.  | Singapur      | 605 |
| 2.  | Corea del Sur | 589 |
| 3.  | Hong Kong     | 586 |
| 4.  | Taiwán        | 585 |
| 5.  | Japón         | 570 |
| 6.  | Bélgica       | 537 |
| 7.  | Países Bajos  | 536 |
| 8.  | Estonia       | 531 |
| 9.  | Hungría       | 529 |
| 10. | Malasia       | 508 |

| 1.  | Taiwán               | 598 |
| 2.  | Corea del Sur        | 597 |
| 3.  | Singapur             | 593 |
| 4.  | Hong Kong            | 572 |
| 5.  | Japón                | 570 |
| 6.  | Hungría              | 517 |
| 7.  | Inglaterra (y Gales) | 513 |
| 8.  | Rusia                | 512 |
| 9.  | Estados Unidos       | 508 |
| 10. | Lituania             | 506 |

### Ciencias (8.º grado)
| 1.  | Alemania             | 607 |
| 2.  | República Checa      | 574 |
| 3.  | Japón                | 571 |
| 4.  | Corea del Sur        | 565 |
| 5.  | Bulgaria             | 565 |
| 6.  | Países Bajos         | 560 |
| 7.  | Eslovenia            | 560 |
| 8.  | Australia            | 558 |
| 9.  | Hungría              | 554 |
| 10. | Inglaterra (y Gales) | 552 |

| 1.  | Taiwán          | 569 |
| 2.  | Singapur        | 568 |
| 3.  | Hungría         | 552 |
| 4.  | Japón           | 550 |
| 5.  | Corea del Sur   | 549 |
| 6.  | Países Bajos    | 545 |
| 7.  | Australia       | 540 |
| 8.  | República Checa | 539 |
| 9.  | Inglaterra      | 538 |
| 10. | Finlandia       | 535 |

| 1.  | Singapur       | 578 |
| 2.  | Taiwán         | 571 |
| 3.  | Corea del Sur  | 558 |
| 4.  | Hong Kong      | 556 |
| 5.  | Estonia        | 552 |
| 6.  | Japón          | 552 |
| 7.  | Hungría        | 543 |
| 8.  | Países Bajos   | 536 |
| 9.  | Estados Unidos | 527 |
| 10. | Australia      | 527 |

| 1.  | Singapur             | 567 |
| 2.  | Taiwán               | 561 |
| 3.  | Japón                | 554 |
| 4.  | Corea del Sur        | 553 |
| 5.  | Inglaterra (y Gales) | 542 |
| 6.  | Hungría              | 539 |
| 7.  | República Checa      | 539 |
| 8.  | Eslovenia            | 538 |
| 9.  | Hong Kong            | 530 |
| 10. | Rusia                | 530 |

## Puntajes de 8.º grado promedio por país
- TIMSS 1995
- TIMSS 1999
- TIMSS 2003
- TIMSS 2007

### Publicaciones clave
- Marcos de evaluación de TIMSS 2007
- Informe Internacional de Matemáticas TIMSS 2003
- Informe Internacional sobre la Ciencia TIMSS 2003
- Informe Internacional sobre los logros en los dominios cognitivos de las Matemáticas de la IEA TIMSS 2003

- Datos: Q588485